# MomocloMania2019 -ROAD TO 2020- 史上最大のプレ開会式
『MomocloMania2019 -ROAD TO 2020- 史上最大のプレ開会式』（ももクロマニア2019 -ロード トゥ にいまるにいまる- しじょうさいだいのプレかいかいしき）は、ももいろクローバーZが西武ドーム（メットライフドーム）で2019年8月3日・4日に開催したライブ。
Blu-ray & DVDとして2日分を全て収録したものが発売されている。定額制動画配信サービスでは、「dTV」が2022年に本ライブ1日目の独占配信を開始した。

## 概要

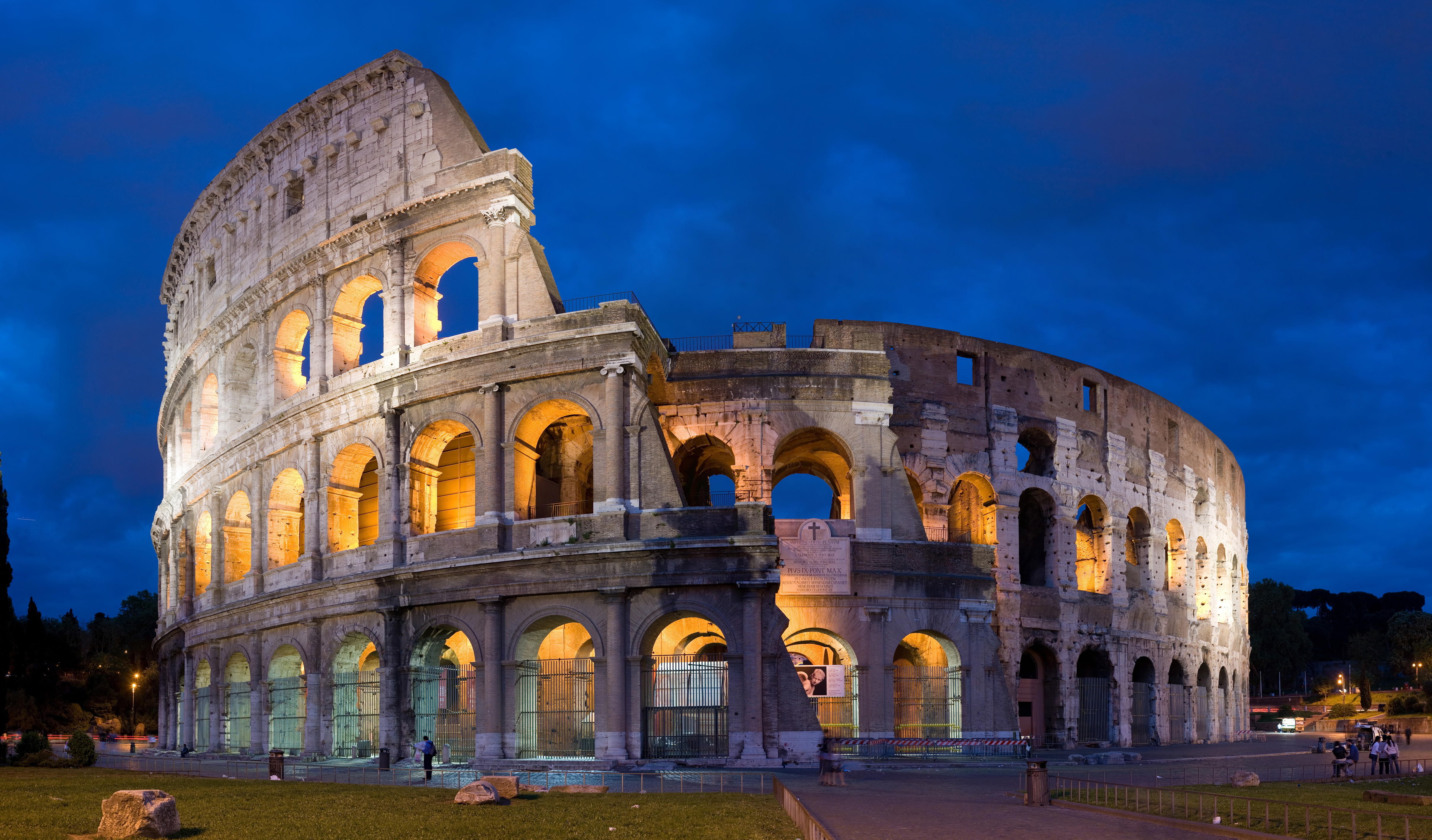
古代ローマの競技場であるコロッセオ（写真）を模したステージセットが採用された

2020年東京オリンピック・パラリンピックを意識し、前々年の『ももクロ夏のバカ騒ぎ2017』、前年の『MomocloMania2018』と同様に“音楽とスポーツの融合”を掲げた。
本年は「史上最大のプレ開会式」とサブタイトルを冠し、217名のチアリーダーや38名のマーチングバンド、さらに47名の日本舞踊グループ・花柳糸之社中や宝塚歌劇団の妃海風とのコラボレーションが見どころとなった。本ライブのテーマソングとして『Nightmare Before Catharsis』も披露。
恒例となった、ライブと連動させてハーフマラソンを会場内外で行う企画には、往年の名選手である谷川真理やロンドンオリンピック出場経験のある重友梨佐ら、二日間で100名近いランナーが参加。ライブの締めくくりには、若手注目アスリートをステージに呼び込む形での紹介があった（その中にいた江村美咲は、このライブの5年後のパリオリンピックにて、女子サーブル団体で銅メダルを獲得）。
リーダーの百田夏菜子は、「私の小さい頃の夢はスポーツ選手になることでした。私はスポーツ選手にはなれませんでしたが、皆さんと一緒にスポーツを応援することができてうれしいです」とステージで語った。
また、翌春のライブを福島県・Jヴィレッジで開催することを発表。福島民報と北日本新聞が、新聞史上初の「二紙合同による号外」を作成し来場者に配布した。

## セットリスト

### Day1
1. ロードショー
2. 何時だって挑戦者
ライブ映像 - YouTube
3. ゴリラパンチ
4. BLAST!
5. GODSPEED
6. 背番号
7. リバイバル
8. ココナツ
9. Guns 'N Diamond
10. 愛を継ぐもの
11. Nightmare Before Catharsis
12. 吼えろ
13. The Diamond Four
14. イマジネーション
15. ニッポン笑顔百景
16. ももクロの令和ニッポン万歳！
17. あんた飛ばしすぎ！
18. 行くぜっ！怪盗少女
19. クローバーとダイヤモンド
20. ありがとうのうた
21. Hanabi
22. 華麗なる復讐（アンコール）
23. 走れ！（アンコール）
24. 勝手に君に（アンコール）
25. GET Z, GO!!!!（アンコール）

### Day2
1. ロードショー
2. 愛を継ぐもの
3. ワニとシャンプー
4. イマジネーション
5. BLAST!
6. ココ☆ナツ
7. The Diamond Four
8. 行くぜっ！怪盗少女
9. GODSPEED
10. 背番号
ライブ映像 - YouTube
11. 青春賦
12. Nightmare Before Catharsis
ライブ映像 - YouTube
13. リバイバル
14. キミノアト
15. ニッポン笑顔百景
16. ももクロの令和ニッポン万歳！
17. あんた飛ばしすぎ！
18. 何時だって挑戦者
19. 走れ！
20. 私を選んで！花輪くん
21. Guns N’ Diamond
22. 華麗なる復讐（アンコール）
23. GET Z, GO!!!!（アンコール）
24. 勝手に君に（アンコール）
25. 吼えろ（アンコール）

## サポートメンバー
「ダウンタウンももクロバンド」と呼ばれるバンドによる生演奏が行われた。
- 宗本康兵 - 音楽監督・キーボード
- 浅倉大介 - キーボード
- 村石雅行 - ドラムス
- 吉田一郎 -  ベース
- 西川進 - ギター
- 佐藤大剛 - ギター
- ヒダノ修一 - 和太鼓
- 松本智也 - パーカッション
- 竹上良成 - サクソフォン
- 小澤篤士 - トランペット
- 鹿討奏 - トロンボーン
- 加藤いづみ - コーラス
- marron - コーラス